# Fornicia arata
Fornicia arata är en stekelart som först beskrevs av Günther Enderlein 1912.  Fornicia arata ingår i släktet Fornicia och familjen bracksteklar. Inga underarter finns listade i Catalogue of Life.